# Дунарени (Констанца)
Дунарени (рум. Dunăreni) насеље је у Румунији у округу Констанца у општини Алиман. Oпштина се налази на надморској висини од 57 m.

## Становништво
Према подацима из 2002. године у насељу је живело 1575 становника, од којих су сви румунске националности.